# Racotis nigrofasciata
Racotis nigrofasciata là một loài bướm đêm trong họ Geometridae.